# إيليزا ر. سنو
إيليزا ر. سنو (بالإنجليزية: Eliza Roxcy Snow)‏ هي كاتبة ترانيم وكاتِبة وشاعرة أمريكية، ولدت في 21 يناير 1804 في Becket, Massachusetts ‏ في الولايات المتحدة، وتوفيت في 5 ديسمبر 1887 في سولت ليك في الولايات المتحدة.

## وصلات خارجية
- إيليزا ر. سنو على موقع الموسوعة البريطانية (الإنجليزية)
- إيليزا ر. سنو على موقع ميوزك برينز (الإنجليزية)
- إيليزا ر. سنو على موقع ديسكوغز (الإنجليزية)